# Шкільна вулиця (Київ, Голосіївський район)
Шкільна́ ву́лиця — вулиця в Голосіївському районі міста Києва, місцевість Деміївка. Пролягає від вулиці Віктора Забіли до Голосіївської вулиці.

## Історія
Вулиця відома з початку XX століття (є згадка за 1910 та 1914 роки) під назвою Училищна, від розташованого тут сільського училища. Сучасна назва — з 1944 року.
У різні роки назву «Шкільна» мали вулиці Зоотехніків, Академіка Кащенко та Чорнобильський провулок. У Святошинському району у Біличах також існує Шкільна вулиця.